# Barani Masyw
Barani Masyw – masyw położony w obrębie Wzgórz Trzebnickich, w mikroregionie Grzbietu Trzebnickiego. Rozpościera się w obrębie gminy Oborniki Śląskie oraz gminy Prusice. Masyw w dużej części pokryty jest lasem. Sąsiaduje z takimi wzniesieniami wzgórz jak Morzęcińska Góra i Baranki, w szczególności wzgórze Widok. Wokół masywu położone są następujące miejscowości: Morzęcin Mały, Morzęcin Wielki, Świerzów, Kopaszyn, Gola, Wilkowa. Pośród wierzchołków z nadaną nazwą własną położonych w obrębie masywu są Wilkowska Góra (193,0 m n.p.m.), Kopaszyńska Góra (161,0 m n.p.m.), Chwałowa Góra (173,0 m n.p.m.) i Stoczno.

## Położenie i otoczenie
Barani Masyw jest częścią Wzgórz Trzebnickich, będących mezoregionem o identyfikatorze 318.44 (według regionalizacji fizycznogeograficznej opracowanej przez Jerzego Kondrackiego), należących do Wału Trzebnickiego (makroregion o indeksie 318.4). W ramach tych Wzgórz Trzebnickich wyróżnia się także mikroregion, obejmujący Barani Masyw – Grzbiet Trzebnicki (mikroregion o indeksie 318.444), a masyw ten leży w jego północno-zachodniej części. Pod względem regionalizacji przyrodniczo-leśnej wzgórze położone jest w mezoregionie Wzgórz Trzebnicko-Ostrzeszowskich, nadleśnictwo Oborniki Śląskie.
Barani masyw sąsiaduje z położoną na zachodnie Morzęcińską Górą i pasmem Baranki po południowej stronie, w szczególności z położonym w północnej części tego pasma wzgórzem Widok oraz po stronie południowo-wschodniej, za doliną potoku Struga, z Kozimi Czubami.
Natomiast pod względem podziału administracyjnego wzniesienie jest położone na terenie dwóch gmin. Jedną z nich jest gmina Oborniki Śląskie, a drugą gmina Prusice. Obie gminy leżą w powiecie Trzebnickim, województwie Dolnośląskim. Wokół masywu położone są następujące miejscowości: Morzęcin Mały, Morzęcin Wielki, Świerzów, Kopaszyn, Gola, Wilkowa.

## Charakterystyka
Masyw ma kształt wydłużonego wyniesienia ponad przyległy teren, przebiegającego w układzie zbliżonym do równoleżnikowego. Jeden z wierzchołków masywu, nosi współcześnie nazwę Wilkowska Góra. Jej wierzchołek położony jest na wysokości 193,0 m n.p.m. Inne wierzchołki to Kopaszyńska Góra (161,0 m n.p.m.), Chwałowa Góra (173,0 m n.p.m.) i Stoczno (150,0 m n.p.m.). Duża część masywu pokryta jest lasem. Użytki rolne zajmują część północnego skłonu w okolicach miejscowości Wilkowa oraz wschodnią część przy miejscowościach Świerzów, Gola i Kopaszyn. Tutejsze lasy podlegają nadleśnictwu Oborniki Śląskie, leśnictwo Osola.
W czasie przynależności tego obszaru do Niemiec w obrębie masywu nazwanych zostało kilka wierzchołków. Były to takie wzniesienia jak: Carolather Berg w okolicach Kokotowa będącego przysiółkiem wsi Morzęcin Wielki, Kirsch Berg na południowy wschód od Wilkowej, Mägde Berg w pobliżu drogi między Wilkową a Świerzowem (Wilkowska Góra, 193,0 m n.p.m.), Kirsch Berg na południe od Goli (Kopaszyńska Góra, 161,0 m n.p.m.), Quall Berg na północ od Świerzowa (Chwałowa Góra, 173,0 m n.p.m.), Akazien Berg na zachód od Kopaszyna oraz Knöppel Berg, 149,5 m n.p.m., najbardziej na północny wschód wysunięty wierzchołek na wschód od Goli (Stoczno). Ponadto wskazywane są na ówczesnych mapach bezimienne koty w wysokościach bezwzględnych położenia wierzchołów, takich jak: 134,8 m n.p.m. na wschodnim krańcu i dalej w kierunku zachodnim 148,6 m n.p.m., 154,0 m n.p.m., 159,0 m n.p.m., 168,0 m n.p.m., 174,0 m n.p.m., 181,0 m n.p.m., 177,0 m n.p.m., 185,0 m n.p.m., 190,0 m n.p.m., 159,0 m n.p.m., 156,7 m n.p.m.

## Nazwa
Nazwa własna – Barani Masyw – jest nazwą niestandaryzowaną, gdyż została ustalona i ujęta w państwowym rejestrze nazw geograficznych na podstawie wywiadu terenowego. Odnosi się ona do ukształtowania terenu określonego w tym rejestrze jako masyw. W rejestrze tym przypisano jej identyfikator: PRNG – 245079, identyfikator IIP – PL.PZGiK.320.NGRP.245079. Podaje on następujące współrzędne geograficzne punktu głównego masywu: szerokość geograficzna – 51°20'14" N, długość geograficzna – 16°54'49" E. W rejestrze tym jest ważna od 5.02.2015 r.